# Ле-О-Талікан
Ле-О-Талікан (фр. Les Hauts Talican) — муніципалітет у Франції, у регіоні О-де-Франс, департамент Уаза. Ле-О-Талікан утворено 1 січня 2019 року шляхом злиття муніципалітетів Бомон-ле-Нонен, Ла-Невіль-Гарньє i Віллотран. Адміністративним центром муніципалітету є Бомон-ле-Нонен. Населення — 543 особи (01.01.2021).